# Erstfeld
Erstfeld is een gemeente en plaats in het Zwitserse kanton Uri.
Erstfeld telt 3.804 inwoners.

## Geboren
- Marie Gebhard Arnold (1921-2013), onderwijzeres, schrijfster en dichteres
- Albert Eschenmoser (1925-2023), chemicus
- Bruno Risi (1968), wielrenner

- Bibliothèque nationale de France: cb119527787 (data)
- Gemeinsame Normdatei: 4357852-4
- Historisch woordenboek van Zwitserland: 000695
- MusicBrainz: 91eed62b-c8a3-4115-b889-0016f67c1eb0
- Virtual International Authority File: 239173681
- WorldCat: E39PBJqkbqHQDb9gT3V3Wx4Xh3

Altdorf · Andermatt · Attinghausen · Bauen · Bürglen · Erstfeld · Flüelen · Göschenen · Gurtnellen · Hospental · Isenthal · Realp · Schattdorf · Seedorf · Seelisberg · Silenen · Sisikon · Spiringen · Unterschächen · Wassen